# Nadiadwala Grandson Entertainment
Nadiadwala Grandsons Entertainment est une société indienne de production dirigé par Sajid Nadiadwala, cette société a eu beaucoup de hits à son actif : Jeet (1996), Judwaa (1997), Har Dil Jo Pyar Karega (2000), Mujhse Shaadi Karogi (2004), Heyy Babyy (2007) et dernièrement Housefull (2010) avec en premier rôle Akshay Kumar qui a travaillé pour 4 films avant celui-ci (Mujhse Shaadi Karogi, Jaan-E-Mann, Heyy Babyy, Kambakkht Ishq). Salman Khan aussi a travaillé dans beaucoup de films pour cette société (Judwaa, Har Dil Jo Pyaar Karega, Mujhse Shaadi Karogi, Jaan-E-Mann).
Le prochain film produit sera Anjaana Anjaani réalisé par Siddharth Anand et avec comme rôles principaux Ranbir Kapoor et Priyanka Chopra.

## Filmographie
| Titres                  | Dates de sortie   | Acteurs Principaux                                                       | Réalisateurs    |
| ----------------------- | ----------------- | ------------------------------------------------------------------------ | --------------- |
| Anjaana Anjaani         | 24 septembre 2010 | Ranbir Kapoor, Priyanka Chopra                                           | Siddharth Anand |
| Housefull               | 29 avril 2010     | Akshay Kumar, Deepika Padukone, Lara Dutta                               | Sajid Khan      |
| Kambakkht Ishq          | 3 juillet 2009    | Akshay Kumar, Kareena Kapoor                                             | Sabbir Khan     |
| Heyy Babyy              | 24 août 2007      | Akshay Kumar, Vidya Balan, Fardeen Khan, Riteish Deshmukh et Boman Irani | Sajid Khan      |
| Jaan-E-Mann             | 20 octobre 2006   | Salman Khan, Akshay Kumar et Preity Zinta                                | Shirish Kunder  |
| Mujhse Shaadi Karogi    | 30 juillet 2004   | Salman Khan, Akshay Kumar et Priyanka Chopra                             | David Dhawan    |
| Har Dil Jo Pyaar Karega | 4 août 2000       | Salman Khan, Preity Zinta et Rani Mukerji                                | Raj Kanwar      |
| Judwaa                  | 7 février 1997    | Salman Khan, Karishma Kapoor et Rambha                                   | David Dhawan    |
| Jeet                    | 23 août 1996      | Sunny Deol, Salman Khan et Karishma Kapoor                               | Raj Kanwar      |
| Andolan                 | 4 août 1995       | Sanjay Dutt, Govinda et Mamta Kulkarni                                   | Aziz Sejawal    |
| Waqt Hamara Hai         | 2 juillet 1993    | Akshay Kumar, Sunil Shetty et Mamta Kulkarni                             |                 |
| Zulm Ki Hukumat         | 17 juillet 1992   | Govinda, Dharmendra et Paresh Rawal                                      |                 |